# Cerdà de l'Any
El guardó Cerdà de l'Any és una distinció que s'atorga anualment des del 1985. És un reconeixement a una persona o una institució cerdana o fortament vinculada a la comarca de la Cerdanya que al llarg dels temps s'hagi distingit en algun aspecte de difusió de valors, d'humanisme o altruisme.
El premi va ser instituït per Ràdio Pirineus, l'Institut d'Estudis Ceretans i l'associació Amics de Cerdanya.

## Procediment
El jurat és format per un mínim de deu persones de la comarca i els candidats són proposats per entitats de la zona i, a vegades, pel mateix jurat. En l'actualitat, el jurat selecciona els tres candidats finalistes de entre totes les propostes rebudes. Finalment, el guanyador o guanyadora surt d'una votació del jurat entre els tres finalistes (que representa el 50%) i d'una votació popular (l'altre 50%).
El premi és purament honorífic: el reconeixement públic i una litografia que representa el comte Sunifred de Cerdanya, obra de Josep Maria Subirachs. El guardó, anunciat prèviament, es lliura en el decurs d'un sopar obert a tothom, que té lloc el darrer dissabte d'abril.

## Premiats
- 2023 Coral Capella de Santa Maria de Puigcerdà
- 2022 Pep Lizandra
- 2021 Grup de Recerca de Cerdanya
- 2020 Cos de Bombers Voluntaris de Puigcerdà. Premi honorífic a tot el personal sanitari, assistencial i auxiliar de la Cerdanya
- 2019 Monique Guerrero
- 2018 Associació l'Àliga
- 2017 Carnestoltes Tradicional de Bellver de Cerdanya
- 2016 Germain Malé, fundador i director de la coral Les Camilleres de Sallagosa
- 2015 Xicolaters de Palau de Cerdanya
- 2014 Club Poliesportiu Puigcerdà
- 2013 Mercè Marty (Puigcerdà i la Guingueta d'Ix), activista social de l'Alta Cerdanya[1]
- 2012 Trobada d'acordionistes de la Molina[2]
- 2011 Fundació Tallers (Puigcerdà)[3]
- 2010 Kílian Jornet i Burgada, tricampió del món d'esquí de muntanya[4]
- 2009 Rosa Aguilar i Puigcerver Semproniana, escriptora (Puigcerdà)[5]
- 2008 Mestresses de casa de Ger, per l'organització i la celebració anual de la festa del Nap
- 2007 Club Gel Puigcerdà, pel seu 50è aniversari i l'arrelament a la comarca[6]
- 2006 Joaquim Bosom i Soler, artesà de Guils (Guils de Cerdanya)
- 2005 GRAHC (La Guingueta d'Ix)[7]
- 2004 Associació de Criadors de Cavalls de Cerdanya (Puigcerdà)
- 2003 Escola Vedruna de Puigcerdà[8]
- 2002 Fundació ADIS (Puigcerdà)
- 2001 Joan Pous i Porta, historiador i escriptor (Bellver de Cerdanya)
- 2000 Josep Egozcue i Cuixart, per una vida de treball en bé de la Humanitat (Puigcerdà)[9]
- 1999 José Antonio Hermida i Ramos, Campió del Món de Ciclisme de Muntanya Sub-23 MTB-2000; 4t. Classificat als Jocs Olímpics d'estiu de Sydney 2000 (Puigcerdà)
- 1998 Salvador Torrent Masip (Puigcerdà)
- 1997 Margarida Giralt (Dorres)
- 1996 Sebastià Bosom i Isern, historiador (Puigcerdà)
- 1995 Coral Les Camilleres de Sallagosa
- 1994 Jean-Louis Blanchon, pedagog, escriptor i historiador (Palau de Cerdanya)[10]
- 1993 Jordi Pere Cerdà, escriptor i impulsor cultural (Sallagosa)[11]
- 1992 Cossos de Bombers de la Cerdanya
- 1990 Germanes de l'Hospital de Puigcerdà
- 1989 Lluís Esteva (Oceja)
- 1988 Institut d'Estudis Ceretans (Puigcerdà)
- 1987 Jocs Florals de la Cerdanya (Alp)
- 1986 Revista Rufaca (Puigcerdà)
- 1985 Patronat del Museu de Llívia